# Knooppunt Bělotín
Knooppunt Bělotín (Tsjechisch: Dálniční křižovatka Bělotín) is een knooppunt in de regio Olomouc in Tsjechië.
Op dit knooppunt bij het dorp Bělotín sluit de D48 naar Český Těšín aan op de D1 Praag/Brno/Ostrava.

## Geografie
Het knooppunt ligt in de regio Olomouc. Naburige steden en dorpen zijn Hranice, Bělotín en Střítež nad Ludinou.

## Richtingen knooppunt
| Aansluitende wegen    | Aansluitende wegen | Aansluitende wegen | Aansluitende wegen | Aansluitende wegen                    |
| --------------------- | ------------------ | ------------------ | ------------------ | ------------------------------------- |
|                       |                    |                    |                    | 1 richting Ostrava                    |
|                       |                    |                    |                    |                                       |
|                       |                    |                    |                    |                                       |
|                       |                    |                    |                    |                                       |
| 1 richting Brno Praag |                    |                    |                    | 48 richting Frýdek-Místek Český Těšín |